# Davey Arthur
Davey Arthur (Donegal, 24 september 1954) is een Ierse folkmuzikant.
Hij werd geboren in Donegal, Ierland, en verhuisde op tweejarige leeftijd met zijn familie naar Schotland, en keerde op zijn achttiende jaar weer terug naar Ierland. Hij begon met het componeren van zijn eigen songs. Daarna ging hij werken met Paul Furey en George Furey in de groep The Buskers en in 1976 met The Fureys and Davey Arthur.  
In 1993 stopte hij bij deze groep en werkte mee aan een aantal andere albums.
Hij speelt op de tenor banjo, mandoline en gitaar.

## Discografie
- The 25th Anniversery of The Fureys (2003)
- Cut to the Chase (1997)
- Celtic Visions (1996), met onder anderen Davey Arthur, Four men and a Dog
- Celtic Side Saddle (1994)
- Millennium Album (1988), met onder anderen Davey Arthur, the Chieftains, Christy Moore, Clannad
- The Scattering (1988), The Fureys and Davey Arthur
- The Collection (1988), The Fureys and Davey Arthur
- The Fureys and Davey Arthur (1987)
- The Finest of The Fureys and Davey Arthur (1987)
- The Best of The Fureys and Davey Arthur (198)
- The Fureys Live and Davey Arthur (1986)
- At the End of the Day (1985), The Fureys and Davey Arthur
- Golden Days (1984), The Fureys and Davey Arthur
- Steal Away (1983), The Fureys and Davey Arthur
- RTE Folk Festival (1982), met onder anderen Davey Arthur
- When You are Sweet Sixteen (1982), The Fureys and Davey Arthur
- All the folk that Fit (1981), met onder anderen Davey Arthur, Billy Connolly
- Folk Friends two (1981), met onder anderen Davey Arthur, Dolores Keane, Andy Irvine
- Festival of Irish Music (1980), met onder anderen Davey Arthur
- Green Fields of France (1979), The Fureys and Davey Arthur
- Banshee (1978), The Fureys and Davey Arthur
- Folk Friends One (1978), met onder anderen Davey Arthur, Hannes Wader, Alex Campbell
- The Sound of The Fureys and Davey Arthur (1977)
- Morning of a Distant Shore (1977), The Fureys and Davey Arthur
- Emigrant (1976), The Fureys and Davey Arthur
- 2nd Irish Folk Festival (1975), met onder anderen Davey Arthur, Clannad, Micko Russel
- Acoustic Guitar Scene (1975), met onder anderen Davey Arthur, Werner Lammerhirt
- The Buskers (1975), The Buskers met Davey Arthur
- Irish Folk Festival (1974), met onder anderen Davey Arthur, The Fureys, The Buskers
- Life of a Man (1973), The Buskers met Davey Arthur
- Irish Collection (1973), met onder anderen Davey Arthur, Planxty, De Dannan, Clannad

- Library of Congress Control Number: n88607414
- MusicBrainz: 1d4984a7-da72-4063-976d-4e2fafdda55e
- Virtual International Authority File: 8957398
- WorldCat: E39PBJyxbhfqdWVdbbTmtMGrbd